# Том Џонс, историја једног находа
Том Џонс, историја једног находа (енгл. The History of Tom Jones, a Foundling), такође познат само као Том Џонс, хумористички је роман енглеског писца Хенрија Филдинга. Први пут је објављен 28. фебруара 1749. у Лондону и спада међу најранија енглеска дела која се класификују као романи. Најранији је роман који Самерсет Мом помиње у својој књизи Велики романописци и њихови романи из 1948. године, у којој је сврстан међу десет најбољих светских романа.
Роман је уредно организован упркос својој дужини. Самјуел Тејлор Колриџ је тврдио да има један од „три најсавршенија заплета икада осмишљена”, поред Краља Едипа од Софокла и Алхемичара Бена Џонсона. Том Џонс је постао бестселер са четири издања објављена само у првој години. Уопштено се сматра Филдинговом најбољом књигом и једним од најутицајнијих енглеских романа.
Књигу је на српском језику у два тома објавио Државни издавачки завод Југославије 1945. године, у преводу Боривоја Недића.

## Радња
Богати властелин Олворти и његова сестра Бриџит живе на свом имању у Самерсету. Олворти се једном приликом враћа из Лондона након дужег службеног пута и проналази бебу како спава у његовом кревету. Он позива своју домаћицу, госпођу Дебору Вилкинс, да се побрине за дете. Након претраге оближњег села, госпођа Вилкинс сазнаје за Џени Џонс, младу слушкињу локалног учитеља и његове жене, за коју се сумња да је мајка детета. Џени је доведена пред Олвортијеве и признаје да је она ставила бебу у кревет, али одбија да открије идентитет оца. Господин Олворти шаље Џени на место где њена репутација неће бити позната и говори Бриџит да је одлучио да одгаји дечака, којем даје име Томас, у свом домаћинству.
Два брата, доктор Блифил и капетан Блифил, редовно посећују имање Олвортијевих. Доктор упознаје капетана са Бриџит у нади да ће је оженити и тако приступити богатству Олвортијевих. Њих двоје се убрзо венчају. Након венчања, капетан Блифил почиње да показује хладноћу према свом брату, који потом осећа обавезу да напусти имање и оде у Лондон. То и чини, а касније умире „од сломљеног срца”. Капетан Блифил и Бриџит почињу да се удаљују једно од другог, а капетан једне вечери умире од апоплексије након што је обавио своју уобичајену шетњу пре вечере. Иза себе је оставио сина који одраста са Томом. Син капетана Блифила, познат као млади Блифил, љубоморан је дечак који плете завере против Тома.
Том одраста у привлачног младића, који има боље односе са послугом и ловочуварима него с припадницима властеле. Близак је пријатељ са Црним Џорџом, ловочуварем. Његова прва љубав је Моли, друга ћерка Црног Џорџа. Она често проводи време са Томом, који почиње да осећа обавезу да јој понуди заштиту након што сазна да је трудна. Међутим, Том касније схвата да је Моли поприлично промискуитетна. Тада се заљубљује у ћерку суседног властелина, Софију Вестерн. Том и Софија признају љубав једно према другом након што он сломи руку спашавајући је. Томов статус копилана узрокује да Софијин отац и Олворти не одобравају њихову љубав.
Властелин Олворти се разболева и убеђен је да је на самрти. Његова породица и слуге окупљају се око његовог кревета док он расподељује своје богатство. Део даје Тому, што не одговара младом Блифилу. Тому није стало до наследства, јер му је једина брига Олвортијево здравствено стање. Олворти се опоравља и сазнаје да ће преживети. Том је толико радостан да се напија и на крају се потуче са младим Блифилом. У међувремену, Бриџит умире у Лондону. Како би сакрила своју љубав према Тому, Софија већину пажње усмерава на Блифила када су њих троје заједно. То наводи Софијину тетку, госпођу Вестерн, да поверује да су Софија и Блифил заљубљени. Властелин Вестерн жели да се Софија уда за Блифила како би стекла имање Олвортијевих. Блифил сазнаје за Софијину наклоност према Тому, што га разбесни. Блифил говори Олвортију да је на дан када је овај био на самрти, Том пијанчио и славио његову смрт. Ово доводи до Томовог протеривања са имања.
Због Томовог прогонства чини се неизбежним да ће Софија бити приморана да се уда за Блифила, кога сматра одвратним, па она одлучује да побегне. У међувремену, након што је протеран са Олвортијевог имања, Том започиње своје авантуре широм Британије, на крају завршавајући у Лондону. Успут упознаје берберина Партриџа, који је протеран из села јер се мислило да је он Томов отац. Он постаје Томов верни сапутник у нади да ће повратити свој углед. Током њиховог путовања, они завршавају у једној гостионици. Док су тамо, долазе једна дама и њена слушкиња. За њима стиже бесан човек, а собарица га упућује у собу Тома и госпође Вотерс, жене коју је Том спасио, и затиче их у кревету заједно. Међутим, испоставља се да је човек тражио госпођу Фицпатрик и одлази. Софија и њена слушкиња стижу у исту гостионицу, а Партриџ нехотице открива везу између Тома и госпође Вотерс. Софија одлази у Лондон са госпођом Фицпатрик, својом рођаком. Њих две стижу у кућу леди Беластон, а убрзо за њима у град стижу и Том и Партриџ. На крају, Том открива да му је права љубав само Софија и нико други. Том се једном приликом упусти у двобој са господином Фицпатриком, што доводи до његовог хапшења.
На крају, тајна Томовог порекла је откривена. Госпођа Вотерс је заправо Џени Џонс, наводна Томова мајка, и Том се плаши да је починио инцест. Међутим, то није случај, јер је Томова мајка заправо Бриџит, која га је зачела са човеком који је умро пре него што се он родио. Самим тим се испоставља да је Том нећак властелина Олвортија. Након што сазна за Блифилове интриге, Олворти одлучује да већину свог наследства остави Тому. Након што је откривено Томово право порекло, он и Софија се венчавају, будући да властелин Вестерн више нема замерки на Томов брак са његовом ћерком. Софија рађа Тому сина и ћерку, и њих двоје живе срећно уз благослове властелина Вестерна и властелина Олвортија.

## Ликови
- Томас „Том” Џонс − посинак и штићеник властелина Олвортија.
- Софија „Софи” Вестерн − Вестернова ћерка јединица, узор врлине, лепоте и свих добрих особина. Опште је прихваћено да је модел за Софију била Шарлот Кредок, супруга Хенрија Филдинга.[7]
- Вилијам Блифил − син капетана Блифила и Бриџит; лицемер и Томов супарник.
- Властелин Олворти − богати властелин имања у Самерсету и Томов старатељ; беспрекорног карактера и добре нарави.
- Властелин Вестерн − богати властелин и ловац који поседује имање које се граничи са Олвортијевим; жели да уда своју ћерку Софију за Олвортијевог наследника (прво Блифила, а затим Џонса).
- Бриџит Олворти (касније Блифил) − Олвортијева сестра и супруга капетана Блифила.
- Леди Беластон − Томова љубавница и водећа фигура у лондонском друштву, који покушава да присили Софију да се уда за лорда Феламара, како би имала Џонса за себе.
- Хонор Блекмор − Софијина слушкиња; егоистична и непостојана према својој послодавки.
- Доктор Блифил − брат капетана Блифила; умире од сломљеног срца због одбацивања од стране свога брата.
- Капетан Џон Блифил − војни капетан и муж Бриџит Олворти; има методистичке тенденције.
- Адвокат Даулинг − Олвортијев адвокат.
- Лорд Феламар − пер који неуспешно спроводи у дело заверу, коју је смислио са леди Беластон, да силује Софију како би је приморао на брак.
- Брајан Фицпатрик − Ирац који злоставља своју супругу Харијет.
- Харијет Фицпатрик − бивша штићеница госпође Вестерн и супруга господина Фицпатрика; Софијина рођака и пријатељица, али без њених врлина.
- Џени Џонс (касније госпођа Вотерс) − слушкиња Партриџових, веома интелигентна жена за коју се верује да је Томова мајка.
- Госпођа Милер − мајка Ненси и Бети Милер.
- Ненси Милер (касније Најтингејл) − ћерка госпође Милер, добродушна девојка која се удаје за господина Најтингејла
- Бети Милер − ћерка госпође Милер пред адолесценцијом.
- Господин Најтингејл − млади лондонски господин и Томов пријатељ.
- Бенџамин Партриџ − учитељ, берберин и хирург за кога се сумња да је Томов отац.
- Госпођа Партриџ − Партриџова супруга изузетно лоше нарави.
- „Црни” Џорџ Сигрим − испрва Олвортијев, а касније Вестернов ловочувар; сиромах коме Том често помаже.
- Моли Сигрим − друга ћерка Црног Џорџа и прва љубавница Тома Џонса; има ванбрачног сина, коме Том вероватно није отац.
- Томас Сквер − хуманистички филозоф и учитељ Тома и Блифила; лицемер који мрзи Тома и фаворизује Блифила, али се на крају каје.
- Роџер Твакам − религиозни учитељ Тома и Блифила; лицемер који мрзи Тома, фаворизује Блифила и склапа заверу са потоњим против првог.
- Госпођа Вестерн − неудата сестра властелина Вестерна, која погрешно верује да „познаје свет” (и међународну и националну политику и друштвене обичаје).
- Дебора Вилкинс − Бриџитина слушкиња.

## Стил
У роману Том Џонс, веома видљив приповедач представља централну карактеристику дела. Свака књига романа почиње уводним поглављем у којем се приповедач директно обраћа читаоцу, а потом непрекидно коментарише ликове и догађаје. Леди Беластон, на пример, широко је прихваћена као лик инспирисан стварном особом, Етелдредом Таунсенд. Према Вејну К. Буту, однос читаоца са приповедачем је као нека врста споредне приче. Током књиге, читалац постаје све приврженији приповедачу, што кулминира емотивним опраштањем на крају дела.
Филдинг представља панораму британског живота тог времена, приказујући ликове из различитих друштвених класа и занимања. Међутим, Ијан Вот у делу Успон романа тврди да Филдинг није тежио „реализму презентације” животних детаља и психологије, као што су то чинили аутори попут Самјуела Ричардсона. Вот истиче да је Филдинг више био фокусиран на „реализам процене”, односно начин на који роман с интелигенцијом обрађује широк спектар тема и пружа „мудру процену живота”.

## Теме
Главна тема романа је контраст између доброћудне природе Тома Џонса, који није савршен али се на крају поправља због љубави према Софији Вестерн пуној врлина, и лицемерја његовог полубрата Блифила. Секундарне теме укључују друге примере врлине (посебно властелина Олвортија), лицемерја (нарочито Твакама) и злочинаштва (на пример, госпође Вестерн и заставника Нортертона), понекад ублажене покајањем (као код властелина и госпође Вотерс).
Уводна поглавља сваке књиге, као и коментари који се провлаче кроз текст, уводе читав низ додатних тема. На пример, уводна поглавља се у великој мери баве лошим писцима и критичарима, што нема директне везе с радњом, али служи као апологија аутору и самом роману. Ауторови коментари о неким ликовима такође изражавају снажно противљење према методизму, називајући га фанатичним и јеретичким, те повезујући методизам с лицемерима као што је Блифил.
Радња романа одвија се у контексту Јакобитског устанка из 1745. године. Ликови заузимају различите стране у односу на побуну, која је била покушај да се обнови католицизам као званична религија Енглеске и да се пониште ефекти Славне револуције. У једном тренутку Софија Вестерн је чак погрешно замењена за Џени Камерон, наводну љубавницу принца Чарлија Стјуарта. Ликови добре природе често су умерени лојалисти и англиканци, или чак присталице династије Хановер, док ликови лоше природе (госпођа Вестерн) или заблудели (Партиџ) могу бити Јакобити, или, попут властелина Вестерна, антихановерци.